# Thomas (familie in Brugge)
Thomas is de naam van een familie die tijdens verschillende generaties een vooraanstaande culturele, politieke en artistieke rol vervulde in Brugge.

## Leopold Thomas
Leopold Thomas (Luxemburg, 17 augustus 1790 - Brugge, 8 februari 1862) was een zoon van de Brusselse notaris Pierre Thomas (1761-1835) en van Marie Bergé (1758-1819). Het feit dat hij in Luxemburg werd geboren, wijst er op dat zijn vader een voorstander was van het Habsburgse regime en gevlucht was voor de Brabantse Revolutie en de kortstondige Verenigde Nederlandse Staten of États Belgiques Unis.
Leopold liep school in Brussel en had zelfs artistieke aanleg, zoals blijkt uit de eerste prijs voor tekenen die hij verwierf aan de Kunstacademie Brussel op 1 mei 1803. Hij was niet de oudste van de vier zoons Thomas en kon er niet op rekenen de opvolging te nemen in het notariaat, hoewel hij wel stage liep bij een notaris in 's-Hertogenbosch. Hij solliciteerde dan ook voor een betrekking en werd benoemd tot controleur van de rechtstreekse belastingen, douanen en accijnzen in Brugge.
Hij trouwde in Brugge in 1824 met Pauline La Franco (Veurne, 5 maart 1804 - Brugge, 23 april 1886), dochter van Joseph La Franco (1763-1817) en Emilie van Hille (1781-1869). Ze kregen zes kinderen, van wie de twee oudste een paar weken na de geboorte overleden. Het financieel gunstige huwelijk evenals de mooie erfenis vanwege zijn vader in 1835, maakten dat Thomas het ambt van controleur verliet en als ambteloos burger-rentenier verder door het leven ging. De familiezaken werden met vaste hand geleid door de douairière Emilie La Franco de Montigny, een rol die later door haar dochter Pauline werd overgenomen.
Zijn schoonvader Joseph La Franco, die ondertussen allang overleden was, was zoon van de arts Pierre La Franco en was onder het ancien régime heer van Montigny en advocaat bij de Raad van Vlaanderen. Na de revoluties werd hij rechter bij de rechtbank van eerste aanleg in Brugge en voorzitter van de rechtbank van eerste aanleg in Veurne. Langs zijn grootmoeder Marie Zannekin stamde La Franco af, volgens genealogen, van de middeleeuwse vrijheidsstrijder Nicolaas Zannekin (†1328).
In 1829 was Thomas wellicht nog niet voldoende ingeburgerd om onder de Brugse notabelen plaats te nemen die op 9 juli een 'Constitutioneel Banket' hielden, het plaatselijke signaal van de stijgende oppositie tegen Willem I der Nederlanden. Het leed echter geen twijfel aan welke kant hij stond tijdens de Belgische Revolutie. Hij behoorde tot de lokale Burgerwacht en was zo fier over zijn nochtans bescheiden plaats in de militaire hiërarchie, dat hij een schilderij liet maken waarop hij, omringd door zijn wapenbroeders, aan de kolonel van de Burgerwacht Louis-Jacques d'Hanins de Moerkerke (1780-1852) een eredegen aanbood. Hij bestelde het schilderij bij Désiré Donny (1798-1861), en gaf het een mooie plaats in zijn woning, midden de collectie kunstwerken die hij bezat en die in de gidsboekjes of almanakken voor een bezoek werd aanbevolen aan de buitenlandse bezoekers. De namen Rembrandt, Antoon van Dyck, Pieter Brueghel, Pieter Paul Rubens, Jan van Eyck, Joseph Suvée, Jan Garemijn en Hans Memling werden, terecht of ten onrechte, genoemd als vertegenwoordigd in deze verzameling. Het Burgerwachtschilderij behoorde tot de collectie die in 1887, na de dood van zijn weduwe, geveild werd. Het werd door een familielid aangekocht, en behoort nog altijd tot de schilderijenverzameling Thomas.
In 1846 was ook in Brugge de nationalistische koorts toegenomen, waarbij nationale figuren uit een glorierijk verleden met een standbeeld werden bedacht. De eerste waaraan men had gedacht was de mathematicus Simon Stevin. Thomas behoorde tot het comité dat voor de inzameling van gelden zorgde en een luisterrijk feest organiseerde naar aanleiding van de inhuldiging van het standbeeld.
Leopold Thomas sloot aan bij de Brugse liberalen en zijn naam was te vinden onder sommige brieven of pamfletten die van de Association Libérale uitgingen. Bij de gemeenteraadsverkiezingen van 1845 en 1849 werden stemmen op zijn naam uitgebracht, maar onvoldoende om verkozen te worden. Op 14 juni 1846 maakte hij deel uit van de dertien man sterke Brugse afvaardiging die in het stadhuis van Brussel meehielp de nationale Parti Libéral op te richten, de eerste gestructureerde politieke partij in België.
Het echtpaar Thomas-La Franco werd door de erfgenamen vereerd met een aanzienlijk grafmonument, gelegen langs de ingangsdreef van het Brugs kerkhof. Het werd door de volgende generaties trouw onderhouden.
Leocadie Thomas (1828-1899), dochter van Leopold Thomas, trouwde in 1849 met Auguste Valckenaere (1819-1869), bankier en volksvertegenwoordiger.

## Eugène Thomas
Eugène Thomas (Brugge, 3 augustus 1830 - 16 februari 1883), vijfde kind van het echtpaar Thomas - La Franco, trouwde in 1865 met Esther Mouzon (1845-1870), dochter van François-Auguste Mouzon, directeur van de Rijksmiddelbare School en van de Nijverheidsschool in Brugge. Ze kregen drie kinderen.
Eugène was lid van liberale verenigingen waarin hij als 'grijze eminentie' invloed uitoefende. Hij bleef zonder beroep, als rentenier-eigenaar. In navolging van zijn vader, interesseerde hij zich voor de door de regering aangemoedigde beweging om standbeelden van beroemdheden uit het verleden op te richten. Na de oprichting van de standbeelden van Simon Stevin, Hans Memling en Jan van Eyck, ontstond een beweging die een standbeeld van Jan Breydel en Pieter de Coninck wilde en een Breydelcommissie kwam tot stand die hiervoor het nodige geld zou inzamelen. Eugène Thomas werd penningmeester van deze commissie en speelde een cruciale rol, vooral na 1876 toen bleek dat de Bank Du Jardin, waar de opgehaalde gelden waren gedeponeerd, failliet ging. Het vroeg aanzienlijke inspanningen om een deel van de som te recupereren en tevens moesten nieuwe acties worden ondernomen om wat verloren ging goed te maken door nieuwe giften. Toen het beeld er in 1887 eindelijk kwam, werd de naam van de penningmeester, zoals die van de andere leden van de Commissie, op het voetstuk van het monument gebeiteld. Hij kon de triomf van de inhuldiging niet meer meemaken, aangezien hij vier jaar eerder was overleden. Zijn vrouw was al in 1870 overleden en het was François-Auguste Mouzon die grotendeels de opvoeding van zijn drie kleinkinderen op zich nam.
Eugène Thomas deed graag mee aan volkse vermaken. Hij behoorde tot een vereniging van fietsers of velocipedisten in de landelijke gemeente Sint-Pieters-op-de-Dijk en was voorzitter van een vereniging van pasbaanbolders, in herberg Au Lion d'Or aan de Augustijnenrei. In 1865 werd hij lid van de Koninklijke Schuttersgilde van Sint-Sebastiaan.

## Gabriël Thomas
Gabriel Louis Marie Ghislain Thomas (Brugge, 9 juli 1869 - 6 april 1929) was een Belgisch kunstschilder. Hij was een zoon van de eigenaar Eugène Thomas (1830-1883) en van Esther Alodie Mouzon (1845-1870). Het vroegtijdig overlijden van zijn moeder en het relatief vroegtijdig overlijden van zijn vader, maakten dat hij zijn opvoeding vooral te danken had aan zijn grootvader, de schooldirecteur François-Auguste Mouzon.
Hij studeerde aan de Brugse Kunstacademie en behaalde er eerste prijzen. Hij ondernam ook in 1889 rechtenstudies aan de Rijksuniversiteit Gent en werd kandidaat-notaris, zonder echter ooit tot notaris te worden benoemd. Behoudens enig stagelopen, ging hij niet verder door in een notariële loopbaan. Zijn zoon Henri Thomas (1901-1998) en zijn kleinzoon Pierre Thomas (1942) zouden na hem wel notaris worden.
Hij trouwde in 1898 met Isabelle Vincke (Sint-Pieters-op-de-Dijk, 12 maart 1875 - Brugge, 7 juni 1949), een dochter van de industriële kweker van laurierbomen en orchideeën Gustave Vincke-Dujardin, die ook gemeenteraadslid was voor de katholieke partij, eerst in Sint-Pieters-op-de-Dijk, vanaf 1900 in Brugge, na de fusie van zijn gemeente met deze stad. Het echtpaar had een zoon en een dochter.
Hij gaf zich helemaal over aan zijn passie als kunstschilder en werd een prolifieke schilder van typisch Brugse genrestukken en stadsgezichten. Hij tekende ook, op kwartobladen, honderden levensechte portretten van militairen, zowel Belgische, Franse, Italiaanse, Engelse als Duitse soldaten, deze laatsten vooral van soldaten die tijdens de Eerste Wereldoorlog in Brugge gekazerneerd waren.
Thomas verkocht zelden zijn schilderijen, met als gevolg dat ze geen brede bekendheid kregen en in het bezit bleven van een kleine groep familieleden en vrienden.
Thomas stichtte in 1894 de vereniging De Kunst Genegen of Kunstgenegen en was er de voorzitter van. De vereniging bestond hoofdzakelijk uit oud-leerlingen van de Brugse Kunstacademie en hield regelmatig bijeenkomsten in het Café Vlissinghe. Ze organiseerde jaarlijks een tentoonstelling met werk van haar leden (1894-1900). De vereniging overleefde de Eerste Wereldoorlog niet. Thomas was ook actief binnen het Brugse Willemsfonds en werd, na de oorlog, secretaris van een nieuwe kunstenaarsvereniging die zich Kunst noemde.
Hij nam het initiatief tot het oprichten van een borstbeeld van beeldhouwer Hendrik Pickery en werd secretaris van het hiervoor door hemzelf opgerichte comité, waarvan hij het voorzitterschap toevertrouwde aan de Brugse bouwmeester Louis Delacenserie. Bij de inhuldiging in 1901 van het borstbeeld aan de Begijnenvest, gemaakt door Gustaaf Pickery, was het Thomas die de plechtige huldetoespraak hield. Zo was hij de derde opeenvolgende generatie binnen de familie Thomas om zich in te zetten voor het oprichten van een Brugs gedenkteken.

## Henri Thomas
Henri Thomas (Brugge, 22 april 1901 - 17 september 1974), zoon van Gabriël, trouwde in 1933 met Rita Banning (1899-1934), die het jaar daarop overleed, en trad in tweede huwelijk met Simone Legros (1911-2000). Hij studeerde aan het koninklijk atheneum in Brugge en aan de Rijksuniversiteit Gent waar hij in 1924 promoveerde tot doctor in de rechten en licentiaat in het notariaat. Hij werd advocaat aan de balie van Brugge en in 1928 werd hij benoemd tot notaris, als opvolger van de leden van de familie Termote, die gedurende bijna een eeuw van vader op zoon deze studie hadden geleid. Hij behoorde bij herhaling tot het bestuur van het beroep en werd in 1957-1958 voorzitter van de Brugse Kamer van Notarissen.
Henri Thomas vestigde zich in het beschermde herenhuis De Valk in de Cordoeaniersstraat. Om zich af te zetten tegen het gerucht dat hij als liberaal ook vrijzinnig was, liet hij in 1950 aan zijn woonhuis een Mariabeeld plaatsen, een werk van de Brugse beeldhouwer Joseph Reubens (1881-1966).
Hij was een sportman. Hij beoefende het schermen binnen de Brugse Schermvereniging en won wedstrijden, die hem bekers opleverden. In februari 1935 won hij het jaarlijks toernooi van de vereniging, na een duel met baron Maxime de Peellaert (1891-1963). Hij was een actief lid van de Brugse Roeivereniging of Sport Nautique, eerst als roeier, later als instructeur en materiaalmeester. Hij was ook bestuurder van de vereniging. Goede zwemmer als hij was, redde hij een drenkeling uit de Brugse Vaart en werd hiervoor vereerd met een medaille van moed en zelfopoffering. Thomas was van 1928 tot aan zijn overlijden lid van de ontspanningsvereniging bij uitstek van de liberale burgerij, de Koninklijke schuttersgilde Sint-Sebastiaan en werd er bestuurslid en mecenas.
Hij werd ook lid van de gemeentelijke Commissie voor Stedenschoon en was hiervan, door zijn strijdlustige houding wat betreft de bescherming van de historische stad, een waardevol lid.
Hij trad ook op als mecenas, door het financieren van de restauratie van schilderijen in de Brugse Onze-Lieve-Vrouwekerk en van het monument ter nagedachtenis van de familie Odevaere in de Sint-Gilliskerk. Hij was ook bestuurder van de liefdadigheidsvereniging De Vrienden van de Schamele Armen.

## Pierre Thomas
Pierre Gabriël Thomas (° Brugge, 14 januari 1942), zoon van Henri, volbracht middelbare studies aan het koninklijk atheneum in Brugge en promoveerde tot doctor in de rechten en licentiaat in het notariaat aan de Rijksuniversiteit Gent. Hij trouwde in 1968 met Theresia Bontinck. Hij schreef zich in aan de Brugse balie, maar volgde in 1968 zijn vader als notaris op en oefende het ambt uit tot in 2009, waarna het kantoor werd overgenomen door Andy Vandewiele.
In 1959 stichtte hij INKA, Internationale Nederlandse Kultuuractie. Met de enkele vrienden, onder meer Yvan Vanden Berghe, die met hem deze vereniging droegen, zette hij zich voornamelijk in voor de versteviging van de banden tussen Vlaanderen en Frans-Vlaanderen. Dit deed hem meewerken aan activiteiten zoals de Frans-Vlaamse Cultuurdagen in Waregem en Ekelsbeke en aan andere initiatieven die de banden met Nederland en met Zuid-Afrika, binnen een Groot-Nederlandse visie, ondersteunden.  De bijzondere belangstelling voor en gehechtheid aan Nederland uitte zich door zijn jarenlange lidmaatschap van het Algemeen Nederlands Verbond, van de Vereniging Hendrick de Keyser, van de Stichting Diogenes, van de Bond Heemschut enz. Hij was ook zijn leven lang lid en in de jaren negentig heroprichter en voorzitter van de Belgisch-Nederlandse Vereniging (Benev) in Brugge.
Tijdens zijn universiteitsjaren was Thomas in 1962 een van de oprichters van de culturele jongerenvereniging Skabletter en van het tijdschrift ervan, Proces Verbaal. De vereniging, vooral betaande uit oud-leerlingen van het Brugse atheneum, speelde gedurende enkele jaren een actieve rol in het Brugse verenigingsleven.
In de jaren zeventig en tachtig was er in de stad Brugge veel beroering over de nakende sloping van het fabrieksgebouw van de Nederlandse Gist- en Spiritusfabriek, thans International Flavors and Fragrances Brugge. Thomas nam het voortouw van de voorstanders van het behoud ervan. Hij stichtte de vereniging Oude Gistfabriek die hij voorzat. Er werd een aanzienlijke activiteit ontplooid om er het stadsbestuur, de Delftse onderneming en de publieke opinie van te overtuigen dat het om een merkwaardig gebouw ging dat bewaring verdiende en waaraan een nieuwe bestemming kon worden gegeven. De bescherming als monument leek aanvankelijk verkregen te kunnen worden, maar de aanvraag werd uiteindelijk door de bevoegde minister, hiertoe aangezet door het Brugse stadsbestuur, niet goedgekeurd. In 1985, enkele dagen na de negatieve beslissing, lag het gebouw tegen de vlakte.
Pierre Thomas was vele jaren lid van de Gemeentelijke commissie voor Stedenschoon, waar hij de aandachtige en kritische aanwezigheid van zijn vader verderzette. Hij was ook lid van de geschiedkundige commissie van de Sint-Sebastiaansgilde, een Brugse instelling waar hij het gouden jubileum van zijn lidmaatschap vierde.
Van zijn voorgangers erfde hij een boekenverzameling die hij aanzienlijk uitbreidde, meer bepaald met werken die de geschiedenis van Noord- en Zuid-Nederland behandelen. De bibliotheek bezat weldra veertigduizend boeken, wat een belangrijke activiteit van beheer met zich meebracht.

## Frederik Thomas
Frederik Thomas (° Brugge, 6 februari 1970) trouwde in 1995. Zijn technische en muzikale belangstellingen brachten hem ertoe de lokale Vrije Brugse Radio-Omroep in eigendom te nemen en te besturen. Hij nam hierbij als leidraad enkel Nederlandstalige ontspanningsmuziek te programmeren. Hiervoor kreeg hij op 11 juli 2012 vanwege het Brugse 11 julicomité de Burgemeester Jan Heemprijs.
Hij hield de herinnering in stand aan de Brugse volkszanger Willy Lustenhouwer en liet een borstbeeld van hem maken. Hij was hiermee de vierde Thomas die zich inzette voor een beeld ter ere van een Brugse bekende persoon. Het beeld kwam echter niet in de publieke ruimte terecht en werd opgesteld in het Museum Lustenhouwer, binnen het gebouw Ter Beurze, de zetel van de Vrije Brugse Radio-Omroep.
In 2017 werd, door een grondige wijziging in de toekenning van zendmogelijkheden, aan de VBRO een aantal golflengten toegewezen, hetgeen van de regionale, plots een nationale zender maakte, die praktisch de totaliteit van de Vlaamse provincies bestrijkt.
Frederik Thomas werd tevens de grootmeester van de in Brugge opgerichte Internationale Broederschap van het Gulden Vlies.

## Galerij

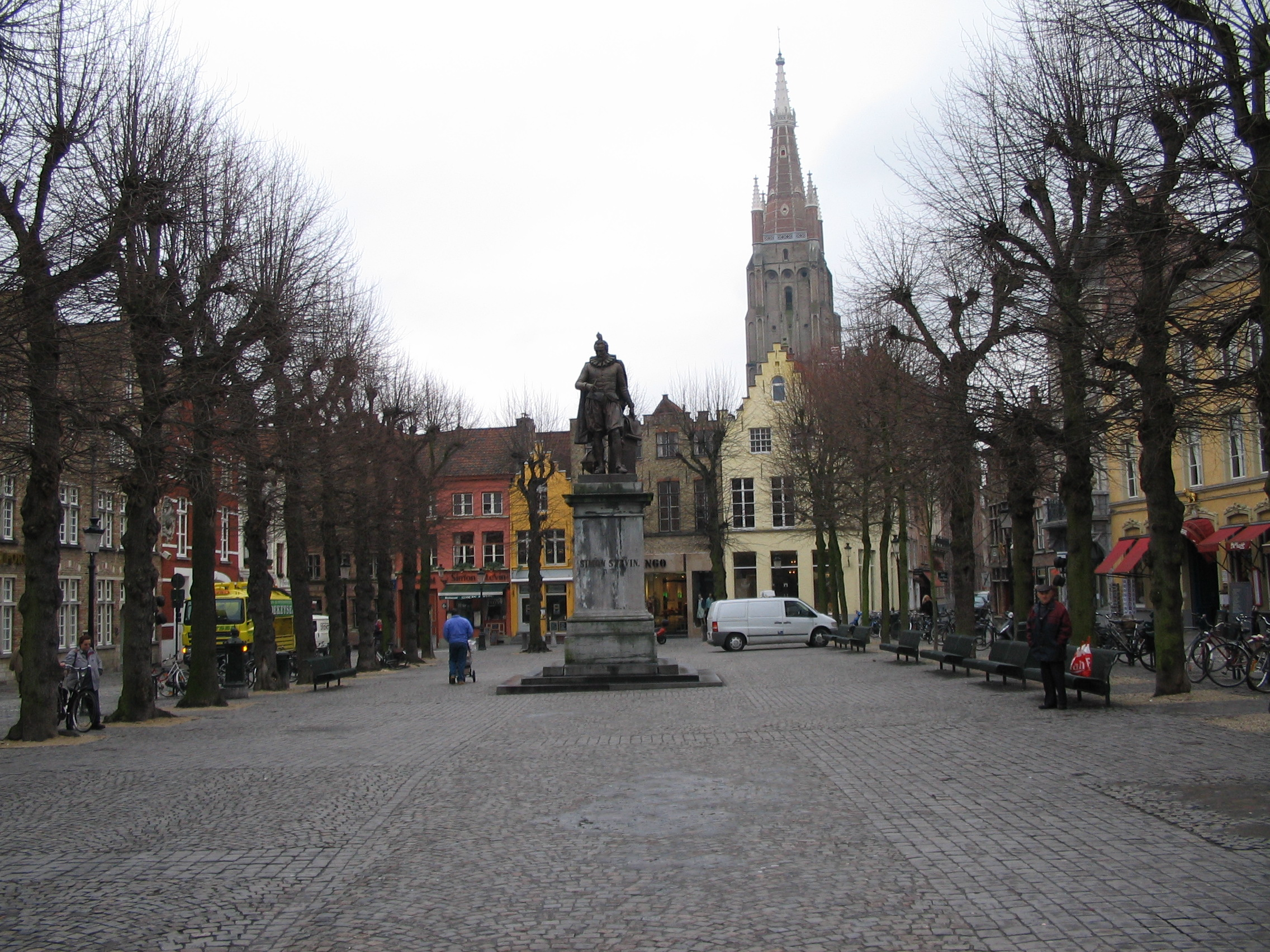
Standbeeld van Simon Stevin.
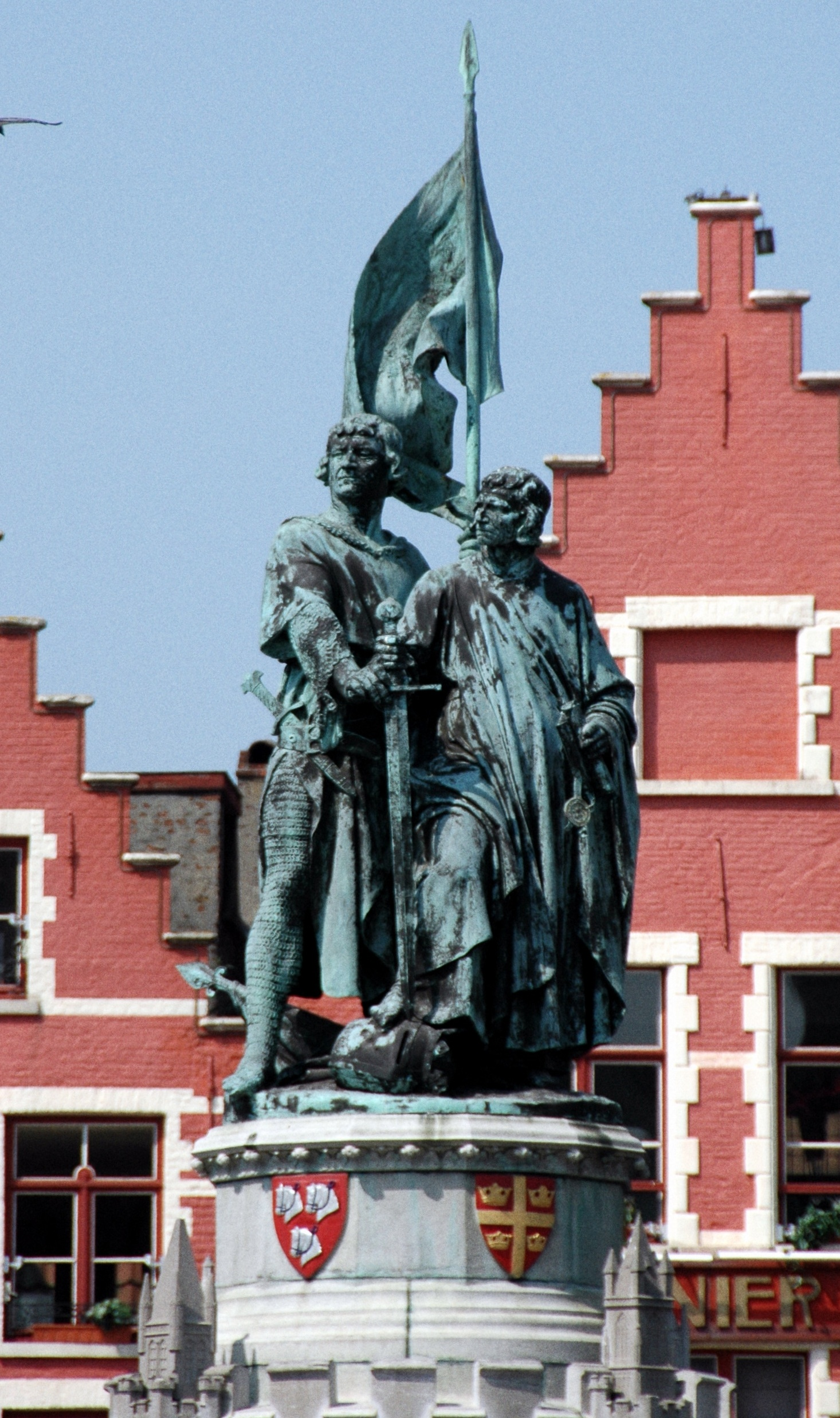
Standbeeld Breydel en de Coninck.
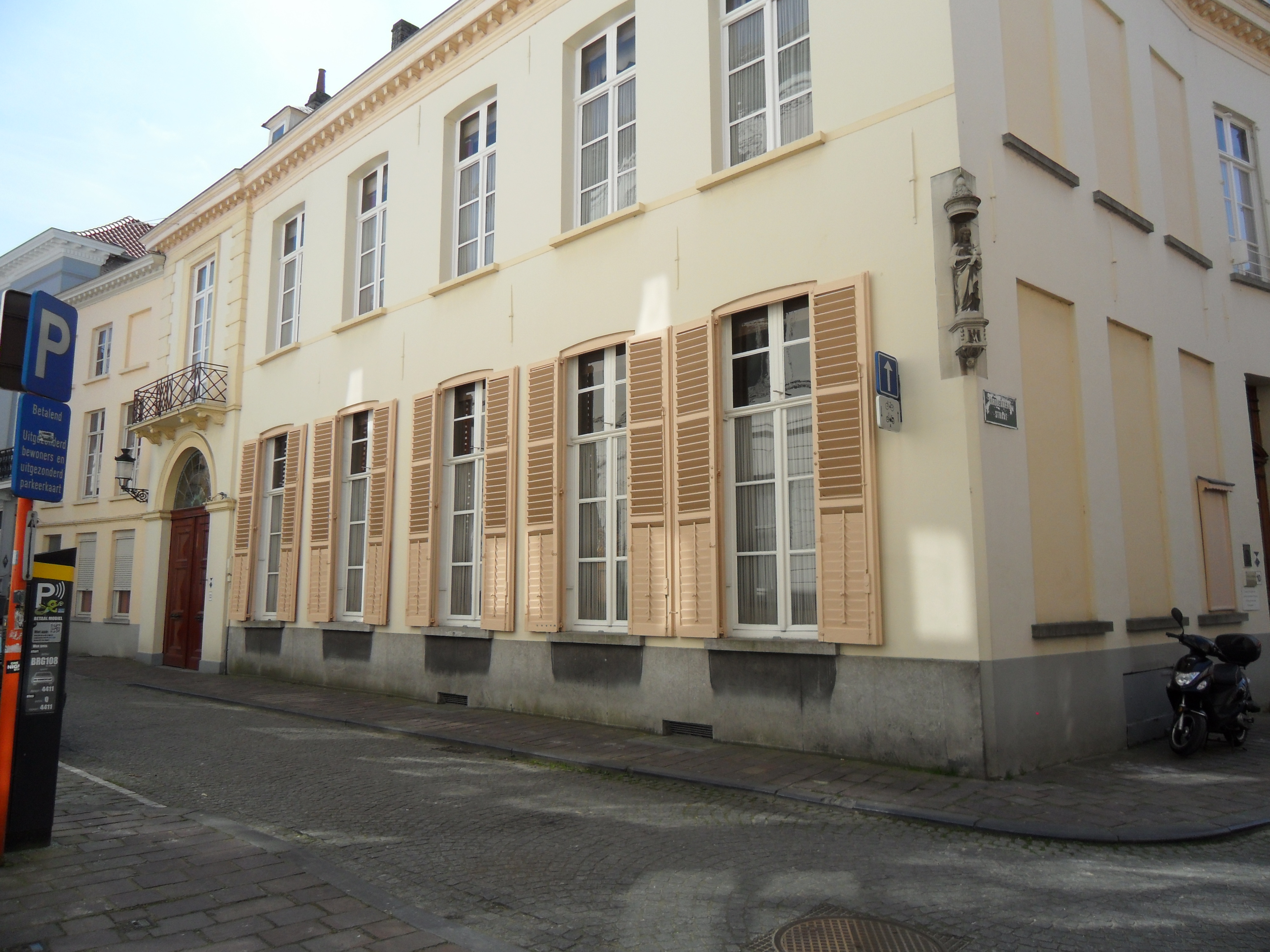
Huis De Valk, woning en kantoor van de notarissen Thomas, Cordoeaniersstraat 10-12 Brugge.

### Familie Thomas
- Willy VAN HILLE, Histoire de la famille van Hille, Tablettes des Flandres, Recueil 4, Brugge, 1954.
- Willy VAN HILLE, Supplément à l'histoire de la famille van Hille, Tablettes des Flandres, Document 4, Brugge, 1965.

### Leopold Thomas
- Le cicerone Brugeois, ou l'indicateur des monuments, tableaux et objets d'art qui se trouvent dans la ville de Bruges, Brugge, Fockenier, 1850.
- Vente de tableaux anciens et modernes faisant partie de la succession de Madame Thomas - La Franco de Montigny, Brugge, Gueuns-Seaux, 1887.
- Philippe VAN HILLE, Het Hof van Beroep te Brussel en de rechtbanken van eerste aanleg in Oost- en West-Vlaanderen onder het Nederlands Bewind en sinds de Omwenteling van 1830 tot 4 oktober 1832, Tielt, Uitg. Veys, 1981.
- André VANHOUTRYVE, Brugse stand- en borstbeelden, Brugge, 1989.
- Romain VAN EENOO, Het ontstaan van de Liberale partij in Brugge, in: De charme van de rede, Huldeboek Albert Claes, Gent, Liberaal Archief, 2004.

### Eugène Thomas
- François-Auguste MOUZON, Mes Souvenirs, 1886, gepubliceerd Brugge, 2013.
- Henri GODAR, Histoire de la Gilde des archers de Saint-Sébastien de la ville de Bruges, Brugge, 1947.
- André VANHOUTRYVE, Jan Breydel en Pieter de Coninc, Brugge, 1987.

### Gabriël Thomas
- Karel PICKERY, Hendrik en Gustaaf Pickery, Brugse beeldhouwers, Brugge, 1982.
- Eduard TRIPS, Café Vlissinghe, een eeuwenoude Brugse herberg, Brugge, 1986.
- André PENNINCK, Gabriël Thomas, in: Lexicon van West-Vlaamse beeldende kunstenaars, Deel 5, Brugge, 1986.
- Vera VAN RENTERGHEM, Het belang van Gent voor de universiteits- en studiekeuze van de Brugse studenten (1817-1914), Gent, Archief RUG, 1986?
- Guillaume MICHIELS, De Brugse School, Brugge, 1990.
- Lexicon van West-Vlaamse beeldende kunstenaars, Deel 5, Brugge, 1996.
- Norbert HOSTYN, Schilderkunst in West-Vlaanderen tijdens de 19de eeuw, in: Lexicon van West-Vlaamse schilders, Brugge, 1996.
- Fernand BONNEURE, Schilderkunst in West-Vlaanderen in en rond het interbellum, in: Lexicon van West-Vlaamse beeldende kunstenaars, Deel 6, Brugge, 1997.
- François-Auguste MOUZON, Mes Souvenirs, Brugge, 2013.
- Stefan HUYGHEBAERT e.a., Café Vlissinghe, de Kunst Genegen. Fin-de-sièclekunst tussen pint en penseel, tentoonstelling in het stadsarchief, Brugge, 2015.
- Lieven DEVISCH e.a., Café Vlissinghe since 1515, Brugge, 2016.

### Henri Thomas
- Société royale du Sport Nautique de Bruges. Statuts et règlements, Brugge, 1925
- Marc SYMOENS, 125 jaar van de Koninklijke Roeivereniging in Brugge, Brugge, 1994.
- Andries VAN DEN ABEELE, De Balie van Brugge, Brugge, Vanden Broele, 2009.

### Pierre Thomas
- Dirk VERBEKE Een halve eeuw werking voor en in Frans-Vlaanderen, Komitee voor Frans Vlaanderen, Jubileumboek 1947-1997, Waregem, 1997.
- Tijdschrift 'Proces Verbaal', Brugge.
- Tijdschrift 'Oude Gistfabriek', Brugge.
- Andries VAN DEN ABEELE, Geschiedenis van het huis De Valk, Cordouanierstraat 10-12, in: Brugs Ommeland, 2017.

### Frederik Thomas
- Philippe VERHAEST, De 'nationale radio' van Brugge, in: Krant van West-Vlaanderen, 22 april 2022.

## Voetnoten
1. ↑  https://www.standaard.be/regio/notaris/45850559.html, De Standaard, 11 mei 2009. (laatst geraadpleegd op 16 mei 2025)
2. ↑  https://www.hln.be/brugge/de-gistfabriek-in-brugge-bestaat-125-jaar-geevolueerd-naar-een-van-de-topspelers-wereldwijd-op-het-vlak-van-biotechnologie~abdeceb9/, Het Laatste Nieuws, 29 december 2022. (laatst geraadpleegd op 16 mei 2025)
3. ↑  https://radiovisie.eu/2012-vbro-krijgt-de-jan-heemprijs-in-brugge-2/, (laatst geraadpleegd op 16 mei 2025)
4. ↑  https://www.hln.be/brugge/eerbetoon-aan-willy-lustenhouwer~ad4c9531/, Het Laatste Nieuws, 14 maart 2024. (laatst geraadpleegd op 16 mei 2025)